# Stanisław Pyrtek
Stanisław Pyrtek (ur. 21 marca 1913 w Bystrej Podhalańskiej, zm. 4 marca 1942 w Berezweczu) – polski duchowny katolicki, błogosławiony Kościoła katolickiego.

## Życiorys

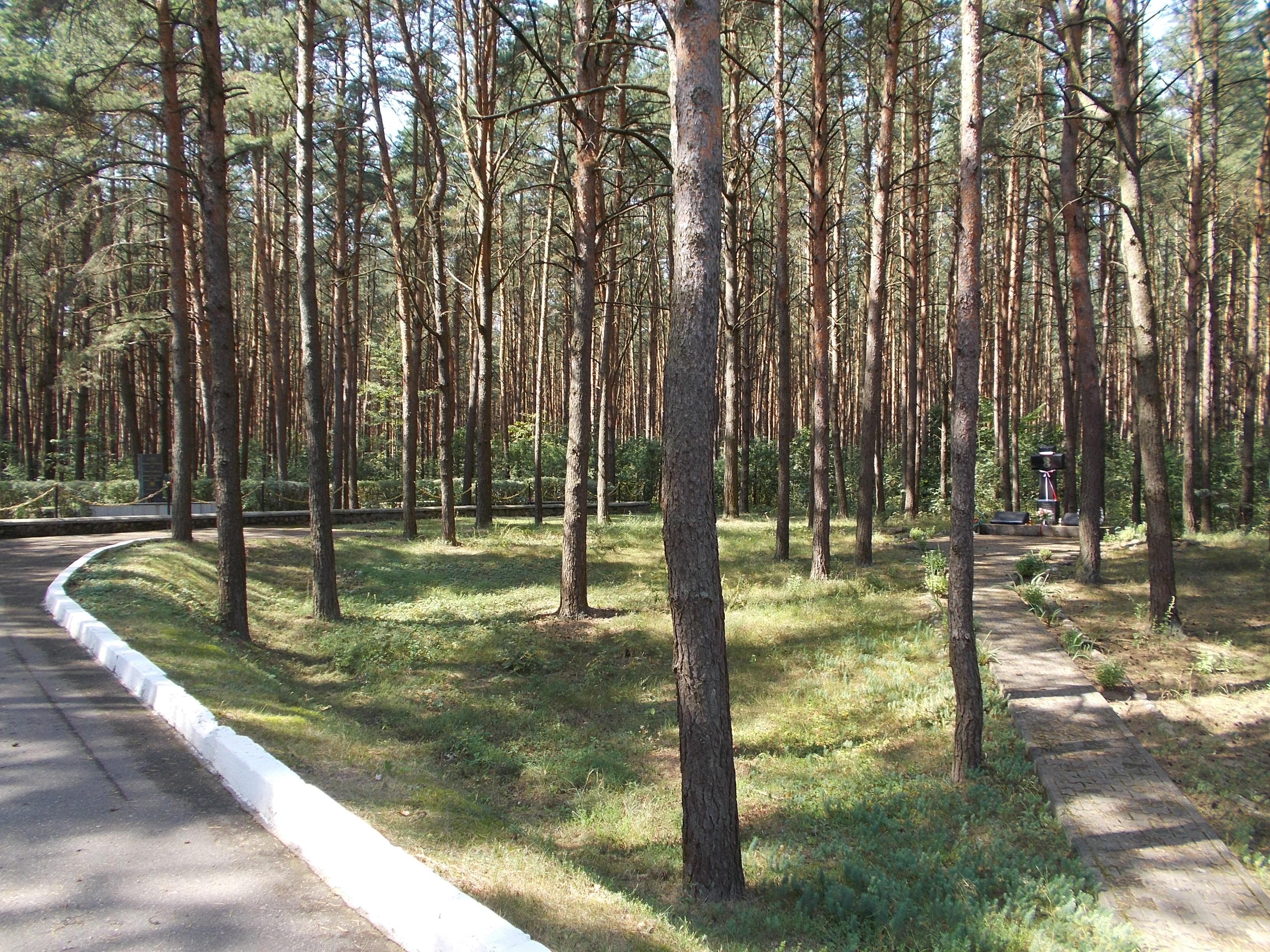
Las Borek w okolicy Berezwecza

Ukończywszy Gimnazjum im. Seweryna Goszczyńskiego w Nowym Targu, wstąpił do Seminarium Duchownego w Wilnie i tam, już po wybuchu II wojny światowej, w 1940 roku przyjął święcenia kapłańskie.
Po zakończeniu studiów podjął pracę w Duksztach Pijarskich koło Wilna, a później został wikariuszem parafii Bożego Ciała w Ikaźni na Brasławszczyźnie.
Aresztowany został przez gestapo 4 grudnia 1941 roku i więziony w więzieniu w Brasławiu, a następnie w Berezweczu (ob. Głębokie). Rozstrzelany w lesie Borek koło Berezwecza.
Ostatnimi słowami przed śmiercią, według relacji naocznych świadków był okrzyk:
„Niech żyje Chrystus Władca!”. 
Beatyfikowany przez papieża Jana Pawła II w Warszawie 13 czerwca 1999 w grupie 108 polskich męczenników.